# Liste der Einträge im National Register of Historic Places im Brewster County
Die Liste der Registered Historic Places im Brewster County führt alle Bauwerke und historischen Stätten im texanischen Brewster County auf, die in das National Register of Historic Places aufgenommen wurden.

## Aktuelle Einträge
| Lfd. Nr. | Name im NRHP                                  | Bild | Datum der Eintragung | Adresse/Lage                                                           | Ort                    | NRHP-ID  | Beschreibung |
| -------- | --------------------------------------------- | ---- | -------------------- | ---------------------------------------------------------------------- | ---------------------- | -------- | ------------ |
| 1        | Brewster County Courthouse and Jail           |      | 17. Juli 1978        | Courthouse Sq.                                                         | Alpine                 | 78002899 |              |
| 2        | Burro Mesa Archeological District             |      | 11. Sep. 1985        | Address Restricted                                                     | Panther Junction       | 85002309 |              |
| 3        | Castolon Historic District                    |      | 6. Sep. 1974         | Along Rio Grande at jct. of Park Rtes. 5, 9, and 35                    | Big Bend National Park | 74000276 |              |
| 4        | Daniels Farm House                            |      | 20. Okt. 1989        | W of Rio Grande Village in Big Bend National Park                      | Rio Grande Village     | 89001627 |              |
| 5        | Homer Wilson Ranch                            |      | 14. Apr. 1975        | 8 mi. S of Santa Elena Junction on Park Rte. 5, Big Bend National Park | Santa Elena Junction   | 75000153 |              |
| 6        | Hot Springs                                   |      | 17. Sep. 1974        | W of Rio Grande Village                                                | Big Bend National Park | 74000278 |              |
| 7        | Luna Jacal                                    |      | 8. Nov. 1974         | At base of Pena Mountain in Big Bend National Park                     | Big Bend National Park | 74000282 |              |
| 8        | Mariscal Mine                                 |      | 13. Sep. 1974        | River Rd.                                                              | Big Bend National Park | 74000279 |              |
| 9        | Nolte-Rooney House                            |      | 17. Apr. 1997        | 307 E. Sul Ross Ave.                                                   | Alpine                 | 97000360 |              |
| 10       | Panther Junction Mission 66 Historic District |      | 19. Sep. 2014        |                                                                        | Big Bend National Park | 14000626 |              |
| 11       | Rancho Estelle                                |      | 3. Sep. 1974         | On the Rio Grande River                                                | Big Bend National Park | 74000280 |              |
| 12       | Terlingua Historic District                   |      | 10. März 1996        | 7 mi. W of jct. of TX 118 and TX 170                                   | Terlingua              | 96000132 |              |